# Rock on!!
Rock On!! – bollywoodzki dramat z 2008 roku. W rolach głównych nagrodzeni za grę Arjun Rampal oraz debiutujący Farhan Akhtar (reżyser Dil Chahta Hai i Dona) i Prachi Desai. Ponadto  Luke Kenny, Purab Kohli i Shahana Goswami. Reżyser: Abhishek Kapoor, autor Aryana. Tematem filmu jest muzyka i przyjaźń, utrata złudzeń z młodości i powrót do nich. Bohaterowie tego filmu z powodu zranionej miłości własnej porzucają swoją pasję muzyczną, tracą przyjaciół i rezygnują z marzeń o sławie. Po latach ograbieni z pasji, z przyjaźni, jedni w biedzie, inni w bogactwie, ale wszyscy z poczuciem przegranej próbują odbudować to, co zniszczyli w przeszłości.

## Fabuła
Aditya Shroff (Farhan Akhtar), Joseph Mascarenhas (Arjun Rampal), Rob (Luke Kenny) i Kedar (Purab Kohli) – 10 lat temu czwórka długowłosych przyjaciół  doprowadzających na koncertach do szaleństwa tłumy zachwyconych nastolatków. Kedar żarliwym waleniem w perkusję wystukał sobie przydomek KD (Killer Drummer). Od dawna zaprzyjaźnieni ze sobą Joe i Aditya czarowali, pierwszy na gitarze, a drugi śpiewem. Dziś nie ma w ich życiu ani muzyki ani przyjaźni. Tak jakby wspólna przeszłość nie istniała.  Joe z trudem przebija się przez życie chałturząc na weselach, cierpliwie znosząc krzyk sfrustrowanej żony (Shabana Goswami), synkowi do snu opowiadając bajki o sławie sprzed lat.
Aditya pnie się w górę jako biznesmen, coraz bogatszy, coraz bardziej zamknięty w sobie. Sakshi (Prachi Desai), jego żona tak dalece nie wie, co Aditya czuje do niej, że nie śmie mu powiedzieć, iż  spodziewa się dziecka. Aditya ucieka w pracę. Shakshi uświadamia sobie, że w ogóle nie wie, kim jest człowiek, z którym żyje. Jej zagubienie pogłębia się, gdy spotyka KD i odkrywa nieznanego jej Adityę z przeszłości - zafascynowanego muzyka, długowłosego buntownika. Postanawia przywrócić mu więzy z przeszłością. Na urodzinowe przyjęcie- niespodziankę dla Adityi zaprasza członków zespołu "Magic". Rozdrażniony Aditya nie ma nic do powiedzenia KD i Robiemu, ale  daremnie wypatruje w drzwiach niewidzianego od lat Joego. pozornie nieudane spotkanie przynosi jednak owoce. Czwórka przyjaciół z przeszłości spotyka się znowu i razem tworząc muzykę chce przywrócić świetność "Magic".

## Obsada
- Farhan Akhtar – Aditya Shroff,
- Arjun Rampal – Joseph 'Joe' Mascarenhas, wiodący gitarzysta -Nagroda Filmfare dla Najlepszego Aktora Drugoplanowego, Nagroda Star Screen dla Najlepszego Aktora Drugoplanowego
- Purab Kohli – Kedar Zaveri / KD ("Killer Drummer")
- Luke Kenny – Rob Nancy, gra na keyboardzie
- Prachi Desai – Sakshi, żona Adityi
- Shahana Goswami – Debbie, żona Joe
- Koel Purie – Devika, Sakshi przyjaciółka
- Nicolette Bird – Tanya, była dziewczyna Adityi

## Muzyka i piosenki
Muzykę do filmu skomponowało trio Shankar-Ehsaan-Loy.
| Piosenkę                              | śpiewa(ją)                      |       |
| ------------------------------------- | ------------------------------- | ----- |
| Socha Hai                             | Farhan Akhtar                   | 04:11 |
| Pichle Saat Dinon Mein                | Farhan Akhtar                   | 03:12 |
| Rock On!!                             | Farhan Akhtar                   | 03:55 |
| Ye Tumhari Meri Baatein               | Dominique Cerejo                | 05:29 |
| Zehreelay                             | Suraj Jaggan                    | 03:42 |
| Tum Ho Toh                            | Farhan Akhtar                   | 04:15 |
| Sinbad The Sailor                     | Farhan Akhtar & Raman Mahadevan | 06:32 |
| Pichle Saat Dinon Mein (Live Version) | Farhan Akhtar                   | 06:35 |
| Phir Dekhiye                          | Caralisa Monteiro               | 03:27 |

## Nagrody
- Arjun Rampal – Nagroda Filmfare dla Najlepszego Aktora Drugoplanowego
- Arjun Rampal – Nagroda Star Screen dla Najlepszego Aktora Drugoplanowego
- Shabana Goswami – Nagroda Krytyków Filmfare dla Najlepszej Aktorki
- Abhishek Kapoor – Nagroda Filmfare za Najlepszy Scenariusz
- Arjun Rampal – Nagroda Filmfare dla Najlepszego Aktora Drugoplanowego
- Jason West – Nagroda Filmfare dla Najlepszego Operatora
- Farhan Akhtar – Nagroda Filmfare za Najlepszy Debiut